# Бърдовец
Бърдовец (на хърватски: Brdovec) е община в Загребска жупания, Хърватия. Според преброяването от 2011 г. има 11134 жители, 97% от които са хървати.